# Straight from the Lab
Straight From The Lab je celkem třetí EP hudební album amerického rappera Eminema. Straight From The Lab bylo původně na internetu ke stažení jako nelegální pirátská deska, v roce 2003 jej oficiálně v Evropě vydalo Universal Music. Toto album obsahuje sedm skladeb.

## Tracklist
1. Monkey See Monkey Do
2. We As Americans
3. Love You More
4. Can-I-Bitch (Canibus Diss)
5. Bully
6. Come On In (feat. D12)
7. Doe Rae Me (Hailie's Revenge) (feat. D12 & Obie Trice)